# Wire skraldetalje
En wire skraldetalje er et manuelt spil med en skralde anvendt til at trække objekter. Tromlen har oprullet ståltov. (Et lignende værktøj anvender en nylonstrop til at rette træer med. Nylonstroppen spreder belastningen af træets stamme så den ikke ødelægges.)
Det originale værktøj af denne type blev udviklet af Abraham Maasdam fra Deep Creek, Colorado, omkring 1919 - og senere kommercialiseret af hans søn, Felber Maasdam, omkring 1946. Wire skraldetaljen er blevet kopieret af mange fabrikanter i de senere tiår.
En lignende kraftig enhed med en kombination af kæde og kabel blev tilgængelig i 1935 som blev anvendt af jernbaner, men manglede succesen fra enhederne kun med kabel.